# Sipsey
 Sipsey és una població dels Estats Units a l'estat d'Alabama. Segons el cens del 2000 tenia 552 habitants.

## Demografia
Segons el cens del 2000, Sipsey tenia 552 habitants, 212 habitatges, i 149 famílies La densitat de població era de 435 habitants/km².
Dels 212 habitatges en un 33% hi vivien nens de menys de 18 anys, en un 50,5% hi vivien parelles casades, en un 16% dones solteres, i en un 29,7% no eren unitats familiars. En el 27,8% dels habitatges hi vivien persones soles l'11,8% de les quals corresponia a persones de 65 anys o més que vivien soles. El nombre mitjà de persones vivint en cada habitatge era de 2,6 i el nombre mitjà de persones que vivien en cada família era de 3,19.
Per edats la població es repartia de la següent manera: un 27,2% tenia menys de 18 anys, un 7,8% entre 18 i 24, un 27,4% entre 25 i 44, un 24,3% de 45 a 60 i un 13,4% 65 anys o més.
L'edat mediana era de 36 anys. Per cada 100 dones hi havia 94,4 homes. Per cada 100 dones de 18 o més anys hi havia 83,6 homes.
La renda mediana per habitatge era de 23.000 $ i la renda mediana per família de 26.500 $. Els homes tenien una renda mediana de 25.625 $ mentre que les dones 20.750 $. La renda per capita de la població era de 8.644 $. Aproximadament el 23,3% de les famílies i el 24,8% de la població estaven per davall del llindar de pobresa.

## Poblacions properes
El següent diagrama mostra les poblacions més properes.